# میسون فلپز
میسون فلپز (انگلیسی: Mason Phelps; ۷ دسامبر ۱۸۸۵ – ۲ سپتامبر ۱۹۴۵) گلف‌باز اهل ایالات متحده آمریکا بود.